# Playa Pabou
Playa Pabou – dzielnica (wijk) miasta Kralendijk w gminie zamorskiej Bonaire, na wyspie o tej samej nazwie, w Holandii Karaibskiej. 1 stycznia 2020 r. liczyła 1554 mieszkańców. Leży w północnej części miasta.